# Copa Panamericana de Voleibol Masculino Sub-21 de 2015
La II Copa Panamericana de Voleibol Masculino Sub-21 se celebró del 23 al 28 de junio de 2015 en Gatineau, Canadá. El torneo cuenta con la participación de 5 selecciones nacionales de la NORCECA y 2 de la Confederación Sudamericana de Voleibol.
El ganador fue Brasil al ganarle en la final a Estados Unidos por 3-1.

## Grupos
| Grupo A | Grupo B        |
| ------- | -------------- |
| Canadá  | Barbados       |
| Chile   | Brasil         |
| México  | El Salvador    |
|         | Estados Unidos |

## Primera fase
– Clasificados a las semifinales. 
     – Clasificados a los cuartos de final.
     – Pasan a disputar la clasificación del 5.º al 8.º lugar.

### Grupo A
| Pos | Equipo | PJ | PG | PP | SF | SC | DS | PTS |
| --- | ------ | -- | -- | -- | -- | -- | -- | --- |
| 1   | Canadá | 2  | 2  | 0  | 6  | 2  | +4 | 5   |
| 2   | Chile  | 2  | 1  | 1  | 5  | 3  | +2 | 4   |
| 3   | México | 2  | 0  | 2  | 0  | 6  | -6 | 0   |

#### Resultados
| Fecha    | Encuentro       | Resultado | Set   | Set   | Set   | Set   | Set   | Puntuación total | Tiempo |
| Fecha    | Encuentro       | Resultado | 1     | 2     | 3     | 4     | 5     | Puntuación total | Tiempo |
| -------- | --------------- | --------- | ----- | ----- | ----- | ----- | ----- | ---------------- | ------ |
| 23-06-15 | México - Canadá | 0 - 3     | 23:25 | 23:25 | 14:25 |       |       | 60 - 75          |        |
| 24-06-15 | Chile - México  | 3 - 0     | 25:22 | 25:18 | 25:19 |       |       | 75 - 59          |        |
| 25-06-15 | Canadá - Chile  | 3 - 2     | 25:21 | 25:22 | 21:25 | 20:25 | 15:11 | 106 - 104        |        |

### Grupo B
| Pos | Equipo         | PJ | PG | PP | SF | SC | DS | PTS |
| --- | -------------- | -- | -- | -- | -- | -- | -- | --- |
| 1   | Brasil         | 3  | 3  | 0  | 9  | 1  | +8 | 9   |
| 2   | Estados Unidos | 3  | 2  | 1  | 7  | 3  | +4 | 6   |
| 3   | Barbados       | 3  | 1  | 2  | 3  | 8  | -5 | 2   |
| 4   | El Salvador    | 3  | 0  | 3  | 2  | 9  | -7 | 1   |

#### Resultados
| Fecha    | Encuentro                    | Resultado | Set   | Set   | Set   | Set   | Set   | Puntuación total | Tiempo |
| Fecha    | Encuentro                    | Resultado | 1     | 2     | 3     | 4     | 5     | Puntuación total | Tiempo |
| -------- | ---------------------------- | --------- | ----- | ----- | ----- | ----- | ----- | ---------------- | ------ |
| 23-06-15 | El Salvador - Brasil         | 0 - 3     | 11:25 | 11:25 | 14:25 |       |       | 36 - 75          |        |
| 23-06-15 | Barbados - Estados Unidos    | 0 - 3     | 17:25 | 11:25 | 18:25 |       |       | 46 - 75          |        |
| 24-06-15 | El Salvador - Barbados       | 2 - 3     | 25:19 | 26:24 | 17:25 | 21:25 | 11:15 | 100 - 108        |        |
| 24-06-15 | Brasil - Estados Unidos      | 3 - 1     | 25:23 | 25:18 | 13:25 | 25:20 |       | 88 - 86          |        |
| 25-06-15 | Brasil - Barbados            | 3 - 0     | 25:13 | 25:12 | 25:08 |       |       | 75 - 33          |        |
| 25-06-15 | Estados Unidos - El Salvador | 3 - 0     | 25:15 | 25:14 | 25:22 |       |       | 75 - 51          |        |

### Definición del 5° y 7° puesto
| Fase     | Fecha    | Encuentro              | Resultado | Set   | Set   | Set   | Set   | Set | Puntuación total |
| Fase     | Fecha    | Encuentro              | Resultado | 1     | 2     | 3     | 4     | 5   | Puntuación total |
| -------- | -------- | ---------------------- | --------- | ----- | ----- | ----- | ----- | --- | ---------------- |
| 5° Lugar | 27-06-15 | Barbados- México       | 0 - 3     | 22:25 | 21:25 | 19:25 |       |     | 62 - 75          |
| 6° Lugar | 28-06-15 | El Salvador - Barbados | 1 - 3     | 11:25 | 15:25 | 25:21 | 18:25 |     | 69 - 96          |

## Fase Final

### Final 1.º al 4.º puesto
|  | Cuartos de final      | Cuartos de final |                        |                        | Semifinales | Semifinales |  |  | Final       | Final |
|  |                       |                  |                        |                        |             |             |  |  |             |       |
|  |                       |                  |                        |                        |             |             |  |  |             |       |
|  |                       |                  |                        |                        |             |             |  |  |             |       |
|  | Brasil                |                  |                        |                        |             |             |  |  |             |       |
|  | 27 de junio           |                  |                        |                        |             |             |  |  |             |       |
|  | Clasifica 1ro en el B |                  |                        |                        |             |             |  |  |             |       |
|  | Brasil                | 3                |                        |                        |             |             |  |  |             |       |
|  | Brasil                | 3                | 26 de junio            |                        |             |             |  |  |             |       |
|  |                       | Chile            | 1                      |                        |             |             |  |  |             |       |
|  | Chile                 | Chile            | 1                      | 3                      |             |             |  |  |             |       |
|  | Chile                 |                  | 28 de junio            | 3                      |             |             |  |  |             |       |
|  | Barbados              | 0                |                        |                        |             |             |  |  |             |       |
|  | Barbados              | 0                | Brasil                 | 3                      |             |             |  |  |             |       |
|  |                       |                  | Brasil                 | 3                      |             |             |  |  |             |       |
|  |                       | Estados Unidos   | 0                      |                        |             |             |  |  |             |       |
|  | Canadá                | Estados Unidos   | 0                      |                        |             |             |  |  |             |       |
|  | 27 de junio           |                  |                        |                        |             |             |  |  |             |       |
|  | Clasifica 1ro en el A |                  |                        |                        |             |             |  |  |             |       |
|  | Canadá                | 1                | Tercer y cuarto puesto | Tercer y cuarto puesto |             |             |  |  |             |       |
|  | Canadá                | 1                | Tercer y cuarto puesto | Tercer y cuarto puesto | 26 de junio |             |  |  |             |       |
|  |                       | Estados Unidos   | 3                      |                        |             |             |  |  |             |       |
|  | Estados Unidos        | Estados Unidos   | 3                      | 3                      | Chile       | 2           |  |  |             |       |
|  | Estados Unidos        |                  |                        | 3                      | Chile       | 2           |  |  |             |       |
|  | México                | 0                |                        | Canadá                 | 3           |             |  |  |             |       |
|  | México                | 0                |                        |                        | 3           |             |  |  |             |       |
|  |                       |                  |                        |                        |             |             |  |  | 28 de junio |       |
|  |                       |                  |                        |                        |             |             |  |  |             |       |

### Resultados
| Fase             | Fecha    | Encuentro               | Resultado | Set   | Set   | Set   | Set   | Set   | Puntuación total |
| Fase             | Fecha    | Encuentro               | Resultado | 1     | 2     | 3     | 4     | 5     | Puntuación total |
| ---------------- | -------- | ----------------------- | --------- | ----- | ----- | ----- | ----- | ----- | ---------------- |
| Cuartos de Final | 26-06-15 | Chile- Barbados         | 3 - 0     | 25:17 | 25:10 | 25:20 |       |       | 75 - 47          |
| Cuartos de Final | 26-06-15 | Estados Unidos - México | 3 - 0     | 25:19 | 25:18 | 25:12 |       |       | 75 - 49          |
| Semifinal        | 27-06-15 | Brasil - Chile          | 3 - 1     | 25:17 | 25:15 | 22:25 | 25:19 |       | 97 - 76          |
| Semifinal        | 27-06-15 | Canadá - Estados Unidos | 1 - 3     | 19:25 | 22:25 | 25:20 | 22:25 |       | 88 - 95          |
| 3° Puesto        | 28-06-15 | Chile - Canadá          | 2 - 3     | 23:25 | 25:19 | 25:20 | 16:25 | 11:15 | 100 - 104        |
| final            | 28-06-11 | Brasil - Estados Unidos | 3 - 0     | 25:22 | 25:23 | 25:17 |       |       | 75 - 62          |

## Campeón
| Brasil           |
| Campeón          |
| Brasil 1° título |

## Clasificación general
| Pos | Equipo         |
| --- | -------------- |
| 1   | Brasil         |
| 2   | Estados Unidos |
| 3   | Canadá         |
| 4   | Chile          |
| 5   | México         |
| 6   | Barbados       |
| 7   | El Salvador    |